# Zarubane
Zarubane (biał. Зарубанае, Zarubanaje; ros. Зарубаное, Zarubanoje) – wieś na Białorusi, w obwodzie homelskim, w rejonie lelczyckim, w sielsowiecie Bujnowicze.

## Historia
W XIX i w początkach XX w. położone było w Rosji, w guberni mińskiej, w powiecie mozyrskim, w gminie Bujnowicze.
Po I wojnie światowej pod administracją polską, w Zarządzie Cywilnym Ziem Wschodnich, w okręgu brzeskim, w powiecie mozyrskim, w gminie Bujnowicze.
W wyniku postanowień traktatu ryskiego znalazło się w granicach Związku Sowieckiego. Od 1991 w niepodległej Białorusi.